# 北緯16度線
北緯16度線（ほくい16どせん）は、地球の赤道面より北に地理緯度にして16度の角度を成す緯線。アフリカ、アジア、インド洋、太平洋、中央アメリカ、カリブ海、大西洋を通過する。
この緯度の下では、夏至点時の可照時間は13時間5分で、冬至点時は11時間11分である。

## 境界線
第二次世界大戦後、ベトナムはこの緯線を境にして北は中華民国軍、南はイギリス軍の統治下に置かれた。これが後に共産主義の北ベトナムと反共産主義の南ベトナムとなった。
チャド・リビア紛争中のチャドの内戦では、1984年9月の停戦で北緯16度線が対立する2派の支配領域の境界（"Red Line"）となった。それ以前は、この境界は北緯15度線であった。

## 通過する地域一覧
北緯16度線は、本初子午線から東に向かって以下の場所を通っている。
| 地理座標                                               | 国土・領土・領海 | 備考                                                                               |
| ------------------------------------------------------ | ---------------- | ---------------------------------------------------------------------------------- |
| 北緯16度0分 東経0度0分 / 北緯16.000度 東経0.000度      | マリ             |                                                                                    |
| 北緯16度0分 東経4度0分 / 北緯16.000度 東経4.000度      | ニジェール       |                                                                                    |
| 北緯16度0分 東経14度39分 / 北緯16.000度 東経14.650度   | チャド           |                                                                                    |
| 北緯16度0分 東経24度0分 / 北緯16.000度 東経24.000度    | スーダン         |                                                                                    |
| 北緯16度0分 東経36度50分 / 北緯16.000度 東経36.833度   | エリトリア       |                                                                                    |
| 北緯16度0分 東経39度16分 / 北緯16.000度 東経39.267度   | 紅海             |                                                                                    |
| 北緯16度0分 東経40度3分 / 北緯16.000度 東経40.050度    | エリトリア       | Nahaleg島                                                                          |
| 北緯16度0分 東経40度5分 / 北緯16.000度 東経40.083度    | 紅海             |                                                                                    |
| 北緯16度0分 東経42度49分 / 北緯16.000度 東経42.817度   | イエメン         |                                                                                    |
| 北緯16度0分 東経52度10分 / 北緯16.000度 東経52.167度   | インド洋         | アラビア海                                                                         |
| 北緯16度0分 東経73度29分 / 北緯16.000度 東経73.483度   | インド           | マハーラーシュトラ州 カルナータカ州 アーンドラ・プラデーシュ州                     |
| 北緯16度0分 東経81度9分 / 北緯16.000度 東経81.150度    | インド洋         | ベンガル湾                                                                         |
| 北緯16度0分 東経94度13分 / 北緯16.000度 東経94.217度   | ミャンマー       | エーヤワディー川デルタ                                                             |
| 北緯16度0分 東経95度41分 / 北緯16.000度 東経95.683度   | インド洋         | マルタバン湾、アンダマン海                                                         |
| 北緯16度0分 東経97度35分 / 北緯16.000度 東経97.583度   | ミャンマー       |                                                                                    |
| 北緯16度0分 東経98度36分 / 北緯16.000度 東経98.600度   | タイ             |                                                                                    |
| 北緯16度0分 東経105度25分 / 北緯16.000度 東経105.417度 | ラオス           |                                                                                    |
| 北緯16度0分 東経107度27分 / 北緯16.000度 東経107.450度 | ベトナム         |                                                                                    |
| 北緯16度0分 東経108度16分 / 北緯16.000度 東経108.267度 | 南シナ海         | 西沙諸島を通過                                                                     |
| 北緯16度0分 東経119度45分 / 北緯16.000度 東経119.750度 | フィリピン       | ルソン島                                                                           |
| 北緯16度0分 東経121度39分 / 北緯16.000度 東経121.650度 | 太平洋           | フィリピン海 北マリアナ諸島ファラリョン・デ・メディニラ島の南を通過                |
| 北緯16度0分 西経97度50分 / 北緯16.000度 西経97.833度   | メキシコ         |                                                                                    |
| 北緯16度0分 西経95度24分 / 北緯16.000度 西経95.400度   | 太平洋           | テワンテペク湾（英語版）                                                           |
| 北緯16度0分 西経93度59分 / 北緯16.000度 西経93.983度   | メキシコ         |                                                                                    |
| 北緯16度0分 西経91度46分 / 北緯16.000度 西経91.767度   | グアテマラ       |                                                                                    |
| 北緯16度0分 西経89度13分 / 北緯16.000度 西経89.217度   | ベリーズ         |                                                                                    |
| 北緯16度0分 西経88度54分 / 北緯16.000度 西経88.900度   | カリブ海         | グアテマラ・プンタ・デ・マナビク（英語版）の北を通過 ホンジュラスÚtila島の南を通過 |
| 北緯16度0分 西経85度58分 / 北緯16.000度 西経85.967度   | ホンジュラス     |                                                                                    |
| 北緯16度0分 西経85度53分 / 北緯16.000度 西経85.883度   | カリブ海         | ホンジュラス・カマロン岬（英語版）の北を通過                                       |
| 北緯16度0分 西経61度44分 / 北緯16.000度 西経61.733度   | フランス         | グアドループ・バス・テール島                                                       |
| 北緯16度0分 西経61度35分 / 北緯16.000度 西経61.583度   | 大西洋           |                                                                                    |
| 北緯16度0分 西経61度17分 / 北緯16.000度 西経61.283度   | フランス         | グアドループ・マリー・ガラント島                                                   |
| 北緯16度0分 西経61度15分 / 北緯16.000度 西経61.250度   | 大西洋           |                                                                                    |
| 北緯16度0分 西経22度55分 / 北緯16.000度 西経22.917度   | カーボベルデ     | ボア・ヴィスタ島                                                                   |
| 北緯16度0分 西経22度46分 / 北緯16.000度 西経22.767度   | 大西洋           |                                                                                    |
| 北緯16度0分 西経16度30分 / 北緯16.000度 西経16.500度   | セネガル         |                                                                                    |
| 北緯16度0分 西経13度22分 / 北緯16.000度 西経13.367度   | モーリタニア     |                                                                                    |
| 北緯16度0分 西経5度24分 / 北緯16.000度 西経5.400度     | マリ             |                                                                                    |